# Battle Mania
Battle Mania (Trouble Shooter в США) — видеоигра в жанре горизонтального скролл-шутера, выпущенная компанией Vic Tokai в 1991 году эксклюзивно для игровой консоли Sega Mega Drive.
В 1993 году было выпущено продолжение игры, Battle Mania II: Daiginjou, вышедшее только в Японии.
Одна из секретных комбинаций кнопок в японской версии игры добавляет небольшую анимацию после появления логотипа компании Sega в начале игры. В ней героиня игры прыгает на игровой консоли SNES. Эта анимация отсутствует в версии для США.

## Сюжет
Принц Элдон, претендент на трон короля Фредерика, похищен злым гением Блэкбаллом. На поиски принца отправляют команду Trouble Shooter, состоящую из двух девушек — Мания Отнори (Мэдисон в США) и её помощницы Мария Ханеда (Кристал).

## Игровой процесс
Игрок управляет обеими героинями игры, использующими ракетные ранцы для полёта. Героини могут стрелять по направлению движения, увеличивая этим огневую мощь, либо в разных направлениях. Перед началом каждого уровня игрок выбирает тип оружия. Оно может быть улучшено с помощью призов, появляющихся на уровне.
В игре пять уровней.